# Vojtěch Hynais

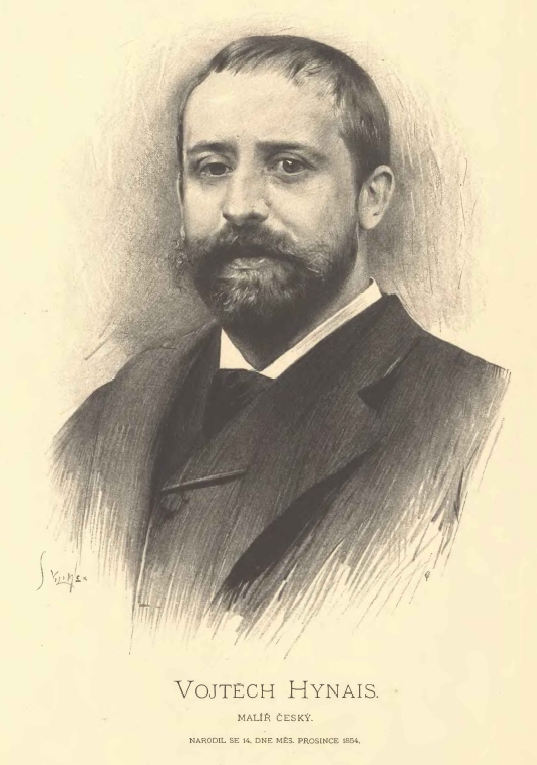
Vojtěch Hynais

Vojtěch Hynais (* 14. Dezember 1854 in Wien; † 22. August 1925 in Prag) war ein tschechischer Maler, Dekorateur und Graphiker.

## Leben
Hynais war der Sohn eines tschechischen Schneiders, der nach Wien umgesiedelt wurde, und der seine Kinder nicht in deutschen Schulen ausbilden lassen wollte und sie selbst unterrichtete. Mit sechzehn begann Hynais mit dem Studium an der Kunstakademie Wien, 1873 wurde er Schüler Anselm Feuerbachs. Von 1874 bis 1875 und 1877 studierte er in Rom und beendete sein Studium später in Paris. Hier heiratete er 1883 auch seine Frau Augusta Voirinová, mit der er zwei Kinder hatte. 1893 erhielt er die Professur an der Prager Akademie. Zu seinen Schülern zählten u. a. der akademische Maler Jan Pašek.

## Auszeichnungen
Ehrendoktorat, Goldene Füger-Medaille, Mitgliedschaft in der tschechischen Akademie der Wissenschaften und Kunst, Offizier der französischen Ehrenlegion.

## Werke

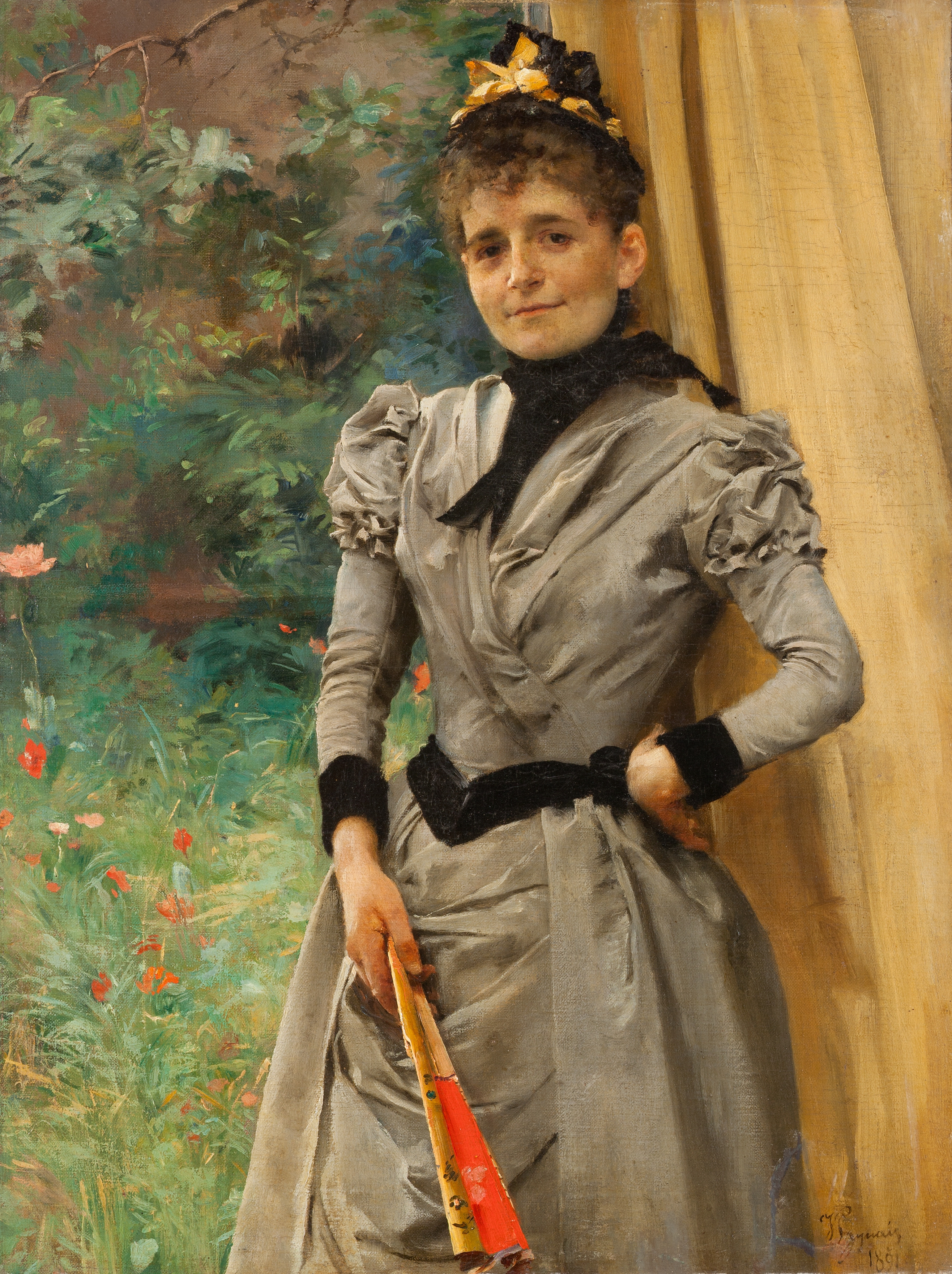
Porträt

In seiner italienischen Zeit malte er vor allem religiöse und mythologische Bilder für das tschechische Hospiz in Rom. Von 1880 war er an der Ausstattung des Prager Nationaltheaters beteiligt, in dem er nach dem großen Brand den Vorhang fertigstellte. Daneben stammten von ihm unter anderem die Bilder Frieden, Allegorie des Frühlings, Sommers und des Herbst. Für das Pantheon des Nationalmuseums erschuf er neue Dekorationen und das Plakat für die Jubiläumsausstellung 1891. Von 1889 bis 1892 arbeitete er in der Firma Sérves als deren erster Graphiker. Er porträtierte zahlreiche berühmte Personen wie den Förderer und Patrioten Ferdinand Náprstek, Georg von Lobkowicz oder den Politiker Karel Kramář. Als bedeutender Vertreter des Naturalismus und des veristischen Humanismus malte er auch zahlreiche Landschaftsbilder.

## Biographie
- Marie Mžyková: Vojtěch Hynais, Prag 1988
- Abendfüllender Film Genius der Heimat unter der Regie von Jiří Strach